# Ceromitia benedicta
Ceromitia benedicta là một loài bướm đêm thuộc họ Adelidae. Loài này có ở Nam Phi.